# Ligue des nations féminine de volley-ball 2025
 (juillet 2025).
Si vous disposez d'ouvrages ou d'articles de référence ou si vous connaissez des sites web de qualité traitant du thème abordé ici, merci de compléter l'article en donnant les références utiles à sa vérifiabilité et en les liant à la section « Notes et références ».
Navigation
2024 2026
La 7e édition de la Ligue des nations féminine de volley-ball se déroule du 4 juin 2025 au 27 juillet 2025.

## Format de la compétition

### Tour préliminaire
Le format de la compétition introduit en 2022 change pour cette édition. 18 équipes s'affrontent dans des poules de 8 équipes durant la première phase. Chaque équipe jouera 12 matchs durant cette étape. Huit équipes vont ensuite s'affronter pendant la phase finale.

### Phase finale
La phase finale verra s'affronter les 7 meilleures équipes ainsi que la Pologne qui accède directement aux phases finales en tant qu'organisateur.
Cette phase est constituée de 8 matchs : 4 quarts de finale, 2 demi-finales, petite et grande finales.
Pour les quarts de finale, l'équipe classée 1ère affrontera celle classée 8ème, la 2nde affrontera la 7ème, la 3ème jouera contre la 6ème et la 4ème sera opposée à la 5ème. Si l'équipe du pays hôte ne termine pas dans les 8 premières places, elle sera classée 8ème.

## Composition des poules
| Semaine 1 | Semaine 1 | Semaine 2 | Semaine 2 | Semaine 3 | Semaine 3 |
| Poule 1   | Poule 2   | Poule 3   | Poule 4   | Poule 5   | Poule 6   |
| --------- | --------- | --------- | --------- | --------- | --------- |
|           |           |           |           |           |           |

## Classement

### Critères de départage
Le classement général se fait de la façon suivante :
1. plus grand nombre de victoires ;
2. plus grand nombre de points ;
3. plus grand ratio de sets pour/contre ;
4. plus grand ratio de points pour/contre ;
5. Résultat de la confrontation directe ;
6. si, après l’application des critères 1 à 5, plusieurs équipes sont toujours à égalité, les critères 1 à 5 sont à nouveau appliqués exclusivement aux matches entre les équipes concernées afin de déterminer leur classement final.

### Légende du classement
Rappel – Une équipe marque :
- 3 points pour une victoire sans tie-break (colonne G) ;
- 2 points pour une victoire au tie-break (Gt) ;
- 1 point pour une défaite au tie-break (Pt) ;
- 0 point pour une défaite sans tie-break (P) ;

## Phase finale
|  | Quarts de finale   | Quarts de finale   |                    |                    | Demi-finales           | Demi-finales           |   |  | Finale             | Finale             |
|  | Quarts de finale   | Quarts de finale   |                    |                    | Demi-finales           | Demi-finales           |   |  | Finale             | Finale             |
|  |                    |                    |                    |                    |                        |                        |   |  |                    |                    |
|  | 23 juillet à 16h30 | 23 juillet à 16h30 |                    |                    | 26 juillet à 16h00     | 26 juillet à 16h00     |   |  | 27 juillet à 20h00 | 27 juillet à 20h00 |
|  | 23 juillet à 16h30 | 23 juillet à 16h30 |                    |                    | 26 juillet à 16h00     | 26 juillet à 16h00     |   |  | 27 juillet à 20h00 | 27 juillet à 20h00 |
|  | Italie             | 3                  |                    |                    | 26 juillet à 16h00     | 26 juillet à 16h00     |   |  | 27 juillet à 20h00 | 27 juillet à 20h00 |
|  | Italie             | 3                  |                    |                    | 26 juillet à 16h00     | 26 juillet à 16h00     |   |  | 27 juillet à 20h00 | 27 juillet à 20h00 |
|  | États-Unis         | 0                  |                    |                    | 26 juillet à 16h00     | 26 juillet à 16h00     |   |  | 27 juillet à 20h00 | 27 juillet à 20h00 |
|  | États-Unis         | 0                  | Italie             | 3                  |                        |                        |   |  | 27 juillet à 20h00 | 27 juillet à 20h00 |
|  | 23 juillet à 20h00 |                    | Italie             | 3                  |                        |                        |   |  | 27 juillet à 20h00 | 27 juillet à 20h00 |
|  |                    | Pologne            | 0                  |                    |                        |                        |   |  | 27 juillet à 20h00 | 27 juillet à 20h00 |
|  | Pologne            | Pologne            | 0                  | 3                  |                        |                        |   |  | 27 juillet à 20h00 | 27 juillet à 20h00 |
|  | Pologne            |                    |                    | 3                  |                        |                        |   |  | 27 juillet à 20h00 | 27 juillet à 20h00 |
|  | Chine              | 2                  |                    |                    |                        |                        |   |  | 27 juillet à 20h00 | 27 juillet à 20h00 |
|  | Chine              | 2                  | Italie             | 3                  |                        |                        |   |  |                    |                    |
|  | 24 juillet à 16h30 |                    | Italie             | 3                  |                        |                        |   |  |                    |                    |
|  |                    | Brésil             | 1                  |                    |                        |                        |   |  |                    |                    |
|  | Brésil             | Brésil             | 1                  | 3                  |                        |                        |   |  |                    |                    |
|  | Brésil             | 26 juillet à 20h00 |                    | 3                  |                        |                        |   |  |                    |                    |
|  | Allemagne          | 0                  |                    |                    |                        |                        |   |  |                    |                    |
|  | Allemagne          | 0                  | Brésil             | 3                  |                        |                        |   |  |                    |                    |
|  | 24 juillet à 20h00 | 24 juillet à 20h00 | Brésil             | 3                  | Match pour la 3e place | Match pour la 3e place |   |  |                    |                    |
|  | 24 juillet à 20h00 | 24 juillet à 20h00 |                    | Japon              | Match pour la 3e place | Match pour la 3e place | 2 |  |                    |                    |
|  | Japon              | 3                  | 27 juillet à 16h00 | 27 juillet à 16h00 |                        |                        | 2 |  |                    |                    |
|  | Japon              | 3                  | 27 juillet à 16h00 | 27 juillet à 16h00 |                        |                        |   |  |                    |                    |
|  | Turquie            | 2                  |                    | Pologne            | 3                      |                        |   |  |                    |                    |
|  | Turquie            | 2                  |                    | Pologne            | 3                      |                        |   |  |                    |                    |
|  |                    |                    |                    |                    |                        |                        |   |  | Japon              | 1                  |
|  |                    |                    |                    |                    |                        |                        |   |  | Japon              | 1                  |

## Classement final
| Place              | Équipe                 |
| ------------------ | ---------------------- |
| Médaille d'or      | Italie                 |
| Médaille d'argent  | Pologne                |
| Médaille de bronze | Brésil                 |
| 4                  | Japon                  |
| 5                  | Chine                  |
| 6                  | Turquie                |
| 7                  | Allemagne              |
| 8                  | États-Unis             |
| 9                  | France                 |
| 10                 | Pays-Bas               |
| 11                 | Tchéquie               |
| 12                 | République dominicaine |
| 13                 | Bulgarie               |
| 14                 | Belgique               |
| 15                 | Serbie                 |
| 16                 | Canada                 |
| 17                 | Thaïlande              |
| 18                 | Corée du Sud           |

## Récompenses
- Meilleure joueuse :  Monica De Gennaro
- Meilleure passeuse :  Alessia Orro
- Meilleure réceptionneuse-attaquante :  Myriam Sylla -  Gabriela Guimarães
- Meilleure centrale :  Agnieszka Korneluk -  Júlia Kudiess
- Meilleure pointue :  Paola Egonu
- Meilleure libero :  Monica De Gennaro